# Queen's Island F.C.
Queen's Island F.C. var en fotbollsklubb från Belfast, Nordirland. Laget grundades 1920 och spelade seniorfotboll fram till 1929. Under dessa nio åren hann laget med att vinna Irländska ligan och Irländska cupen, 1923-24, samt sluta tvåa i ligan 3 säsonger. Under lagets sista säsong, 1928-1929, släppte Queen's Island F.C. in 130 mål på 26 matcher. 

## Historia
Efter sin debutsäsong i Irish Intermediate League ansökte Queen's Island om att gå med i Irish League, Willowfield och Belfast United ansökte också, men Queen's Island blev invald. I slutet av säsongen 1928–29 röstades Queen's Island F.C. ut ur Irish League och ersattes av Derry City. 

## Arenor
Laget hade under sina aktiva år två olika arenor. 
- 1920-1923 spelade laget sina hemmamatcher på The Oval, som delades med Glentoran FC.
- 1923-1929 spealde laget sina hemmamatcher på Pirrie Park.

## Ligastatistik
| Säsong  | Pos | Matcher | W  | O | L  | GM | IM  | +/- | Poäng |
| ------- | --- | ------- | -- | - | -- | -- | --- | --- | ----- |
| 1921–22 | 5   | 10      | 3  | 2 | 5  | 9  | 16  | - 7 | 8     |
| 1922–23 | 2   | 10      | 5  | 2 | 3  | 17 | 21  | - 4 | 12    |
| 1923–24 | 1   | 18      | 12 | 4 | 2  | 48 | 18  | +30 | 26*   |
| 1924–25 | 2   | 22      | 13 | 6 | 3  | 48 | 23  | +25 | 32    |
| 1925–26 | 6   | 22      | 9  | 5 | 8  | 42 | 37  | + 5 | 23    |
| 1926–27 | 2   | 22      | 12 | 6 | 4  | 46 | 34  | +12 | 30    |
| 1927–28 | 12  | 26      | 5  | 7 | 14 | 46 | 70  | -24 | 17    |
| 1928–29 | 14  | 26      | 2  | 3 | 21 | 53 | 130 | -77 | 7**   |

- *2 poängsavdrag.
- **Slutade sist, blev ej omvalda till ligaspel nästkommande säsong[3].

## Meriter
- Irish League: 1
  - 1923–24
- Irish Cup: 1
  - 1923–24
- County Antrim Shield: 1
  - 1923–24
- City Cup: 3
  - 1922–23, 1923–24, 1924–25